# سد أضرعة
سد أضرعه هو ثالث أقدم سد في الجمهورية اليمنية ويعتبر أهم ما يميز محافظه ذمار يقع في قرية أضرعة المنطقة السياحية والحضارية وهي من أهم القرى في محاظه ذمار حيث تبعد حوالي 30 كم عن مدينة ذمار وتعد من أهم المناطق المنتجة للخضروات والفواكه والحبوب وتتمع بمناضر خيالية وجذابه وتقع بين سدين السد الكبير على اليمين "سد النقعة"الذي هو قديم ولا زالت اثاره متواجده إلى الآن ويعبر عن فن الهندسة اليمينه وعبقرية العقل اليمني القديم حيث ان اليمنيين من قديم الزمان لهم الفن والاصاله في الهندسة والعمارة ويوجد له اثار تدل على عظمته وعظمت من قاموا ببناءه حتى الآن، والسد الآخر "سد جبار"ويقع في يسار قرية اضرعة ولا زال هذا السد قائم حتى الآن، كما تتميز اضرعة بوجود الكثير من أنواع احجار البناء والزينة خصوصا في الجبلين المسميي 1-الروب الأسود، 2-الروب الأحمر، ويوجد بقرية اضرعة.